# Juan de Padilla (missionnaire)
Le père Juan de Padilla (1500-1542), né en Andalousie, était un missionnaire catholique espagnol qui passa une grande partie de sa vie à explorer l’Amérique du Nord avec Francisco Vásquez de Coronado.

## Biographie
Padilla et trois autres pères franciscains accompagnèrent Coronado et plus de 300 soldats et ouvriers espagnols dans leur quête des mythiques Cités d'or. Lorsque Coronado abandonna finalement ses recherches, Padilla et les autres le suivirent pour explorer ce qui est aujourd’hui le Sud-Ouest des États-Unis. Padilla fut ainsi l’un des premiers Européens à voir le Grand Canyon. Mais quand un natif surnommé le "Turc" raconta à Coronado que le grand territoire appelé Quivira se trouvait dans ce qui constitue de nos jours le Kansas, Coronado et sa clique partirent immédiatement à sa recherche. Après avoir atteint l’endroit en 1541, les Espagnols campèrent le long d'un village wichita pendant 25 jours. Ne trouvant pas d’or, ils tuèrent le « Turc » en représailles. Coronado retourna dans le Sud-Ouest et Padilla le suivit. Un an plus tard, le prêtre missionnaire retourna au Kansas pour prêcher chez les Wichitas et établir la première mission chrétienne aux États-Unis. Tué au Kansas en 1542 par des Amérindiens, il est considéré comme l’un des premiers martyrs chrétiens aux États-Unis.

## Fantôme et légende
Juan de Padilla est associé à un phénomène miraculeux connu sous le nom de "Levée du cercueil du Padre Padilla". Le cercueil est réputé se redresser de son caveau de temps à autre. Le phénomène aurait été observé plusieurs fois durant les siècles à Isleta où il est enterré aux côtés d'un autre prêtre, le père Anton Docher. Le doute subsiste toutefois sur l'identité du père Padilla qui est enterré là. La première fois que le cercueil s’est relevé, le corps était aussi intact que quand il fut enterré. Cependant, comme il n’y a plus de témoins pour le prouver, le phénomène fait partie du folklore du Nouveau-Mexique.

## Enquête religieuse
Anton Docher, alors prêtre à Isleta, a enquêté sur le miracle en présence de plusieurs autres témoins. Il a rouvert la tombe du Padre Padilla. Au cours de l'opération, Docher s’est blessé au bras et a souffert d'une gangrène, alors mortelle. Les médecins recommandèrent l’amputation pour qu'il survive. Mais les habitants indigènes implorèrent l’intercession du Padre Padilla, et Docher lui-même adressa une prière au Padre Padilla pour le guérir et lui pardonner pour ce qu’il avait fait, et la blessure aurait alors mystérieusement disparu cf.

## Mémorial

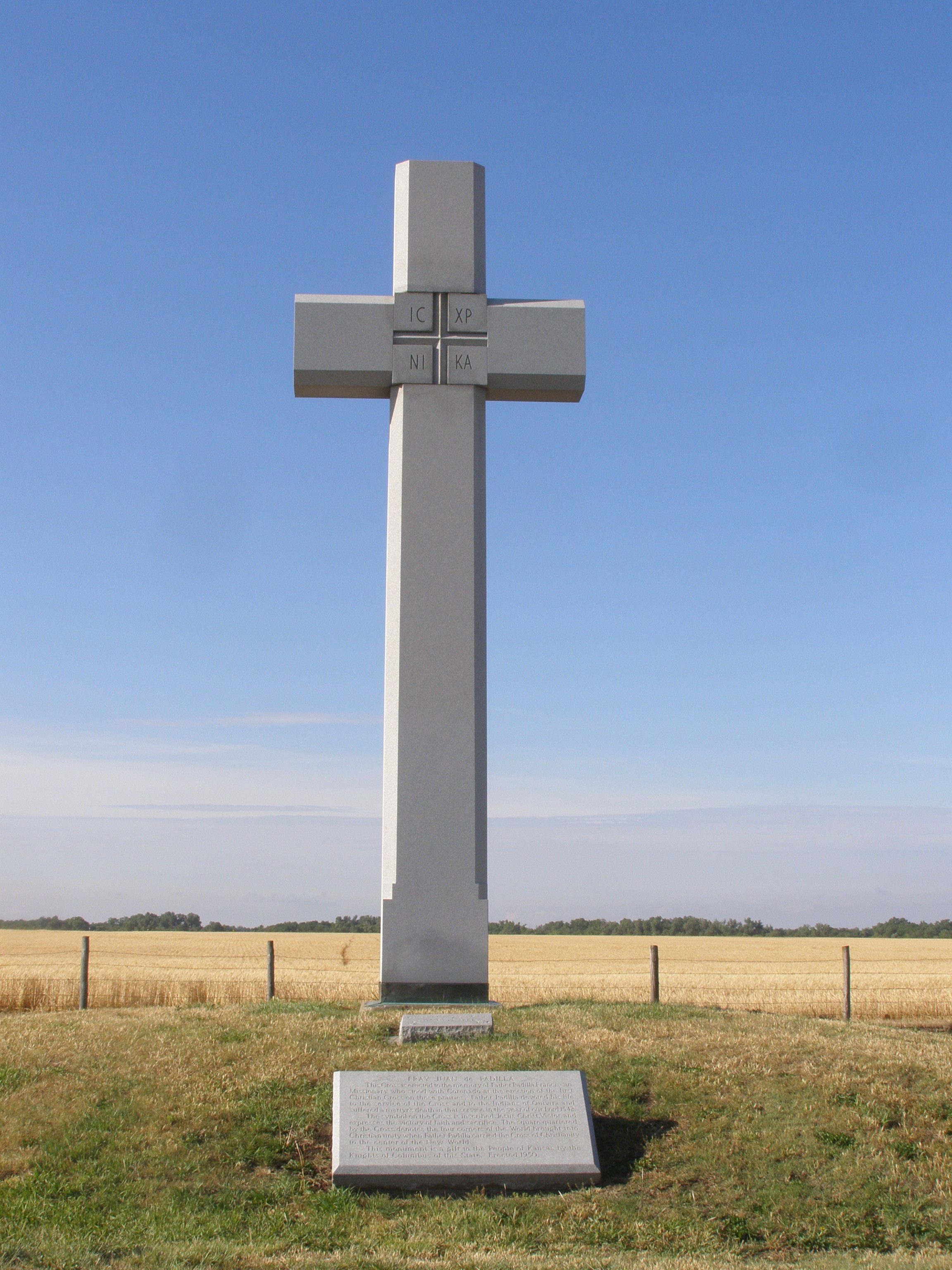
Croix en l'honneur de Juan de Padilla, près de Lyons (Kansas).

En 1950, les Chevaliers de Colomb érigèrent une croix commémorative dédiée à Padilla près de Lyon, au Kansas. La stèle de pierre indique :
« Cette croix fut érigée en mémoire du Père Padilla, missionnaire franciscain, qui s’est tenu auprès de Coronado pour l’érection de la première croix chrétienne sur ces prairies. Le père Padilla consacra sa vie au service de la Croix et des Indiens de Quivira et y fut martyrisé en 1542. »
Sur la Croix est inscrit : Jésus-Christ, Vainqueur, et exprime la victoire de la foi et du sacrifice. La plaque, coupée par la Croix, désigne les quatre coins du monde regroupés dans l’unité chrétienne, quand le Père Padilla porta la Croix du Christianisme au centre du Nouveau Monde. Ce monument est un cadeau des Chevaliers de Colomb aux habitants du Kansas et fut érigée en 1950.

## Dans la culture populaire
Sur l’album Leftoverture de 1976 du groupe de rock américain Kansas, le premier mouvement de Magnum Opus s’intitule Father Padilla Meets the Perfect Gnat.